# Ordre royal du Monomotapa
L'Ordre royal du Monomotapa est la plus haute décoration honorifique que le Zimbabwe puisse décerner à un étranger
La distinction est nommée d'après l'empire précolonial de Monomotapa. Cet honneur est principalement décerné aux dirigeants politiques des États de la ligne de front qui ont apporté leur solidarité et leur unité en soutenant l'indépendance du Zimbabwe et celle de la région de l'Afrique australe dans son ensemble.
En août 2017, l'Ordre royal de Monomotapa a été décerné à ces 7 personnes. La Tanzanie est le seul pays à avoir deux récipiendaires du prix.

## Récipiendaires
| Année | Nom            | Pays       |
| ----- | -------------- | ---------- |
| 2005  | Julius Nyerere | Tanzanie   |
| 2005  | Seretse Khama  | Botswana   |
| 2005  | Kenneth Kaunda | Zambie     |
| 2005  | Samora Machel  | Mozambique |
| 2005  | Agostinho Neto | Angola     |
| 2014  | Hashim Mbita   | Tanzanie   |
| 2017  | Paschal Slevin | Irlande    |